# BT Водолея
BT Водолея (лат. BT Aquarii) — одиночная переменная звезда в созвездии Водолея на расстоянии приблизительно 5775 световых лет (около 1771 парсека) от Солнца. Видимая звёздная величина звезды — от +12,84m до +11,78m.

## Характеристики
BT Водолея — белая пульсирующая переменная звезда типа RR Лиры (RRAB) спектрального класса A. Эффективная температура — около 6815 К.